# IFI6
IFI6 (англ. Interferon alpha inducible protein 6) – білок, який кодується однойменним геном, розташованим у людей на короткому плечі 1-ї хромосоми.  Довжина поліпептидного ланцюга білка становить 130 амінокислот, а молекулярна маса — 12 927.
| 10         |  | 20         |  | 30         |  | 40         |  | 50         |
| ---------- |  | ---------- |  | ---------- |  | ---------- |  | ---------- |
| MRQKAVSLFL |  | CYLLLFTCSG |  | VEAGKKKCSE |  | SSDSGSGFWK |  | ALTFMAVGGG |
| LAVAGLPALG |  | FTGAGIAANS |  | VAASLMSWSA |  | ILNGGGVPAG |  | GLVATLQSLG |
| AGGSSVVIGN |  | IGALMGYATH |  | KYLDSEEDEE |  |            |  |            |

A: Аланін

C: Цистеїн

D: Аспарагінова кислота

E: Глутамінова кислота

F: Фенілаланін

G: Гліцин

H: Гістидин

I: Ізолейцин

K: Лізин

L: Лейцин

M: Метіонін

N: Аспарагін

P: Пролін

Q: Глутамін

R: Аргінін

S: Серин

T: Треонін

V: Валін

W: Триптофан

Локалізований у мембрані.